# 李三才
李三才（1554年—1624年），字道甫，號修吾。武功右衛（今北京市通州區）軍籍陕西临潼县人(一說陝西臨漳縣人)，明朝官員，東林黨領袖之一。李三才性不能持廉，好用機權，然揮霍有大略，結交遍天下，且推轂他的都是一時名臣，因而世人仍以李三才為賢臣，明史則稱其「英遇豪俊，傾動士大夫，皆負重名」。

## 生平
李三才世代為武功右衛的軍官，移家至順天府通州的張家灣（今北京市通州區東南）。萬曆元年（1573年）癸酉科順天府鄉試中式第一百零二名舉人。二十一歲聯捷萬曆二年（1574年）甲戌科會試第一百三十五名，廷試二甲第七十名進士。曾官戶部主事，歷郎中。李三才與南樂魏允貞、長垣李化龍以經濟國家，相互期許；李三才個性豪邁倜傥，因而遍交當時有名的士大夫，受到中外士論的稱讚。
不久因上疏支持魏允貞，謫山東東昌府推官。後遷南京禮部郎中，再出爲山東僉事，期間廣設方略，擒滅了當地的大猾積盜。遷河南參議，進副使；後來兩次出任山東、山西學政，皆有政聲。擢南京通政司右參議，召為大理寺少卿。
萬曆二十七年（1599年）以都察院右僉都御史擔任漕運總督，巡撫鳳陽諸府。任內力抗礦稅太監陳增，捉拿其黨羽程守訓而得贓銀四十萬兩，又上書請求廢除礦稅而廣得民心；平均了摊派赋税，以減輕民间繁杂的差役；當淮、徐出現災異時，李三才力請賑恤、蠲馬價；他也成功消滅了盤算徐、亳二州的大盗趙古元等，因而治下太平無事。後來朝廷的都御史空缺，李三才成為會推人選後被人猜忌，因此遭到大臣交章彈劾，顧憲成撰書信給時任輔臣葉向高、孫丕揚辯解，結果書信被御史吳亮抄下傳播，輿論嘩然。萬曆三十九年（1611年）三才愤而辞职。萬曆四十四年（1616年），因為東林黨人上書辯解而被削籍。
天启元年（1621年）後金可汗努尔哈赤攻占辽阳，御史房可壮请起用三才为辽东经略，遭反对作罢。
天啟三年（1623年）起为南京户部尚书，未赴任卒。及魏忠賢秉政，其黨御史石三畏追劾三才，詔削其籍，褫奪封诰。崇祯初年（1628年）复赠官。

## 事跡
李三才總督漕運期間，税使宦官陳增、魯保等橫行无忌，公开掠夺。李三才“以气凌之”，謂如「一旦眾叛土崩，則小民皆為敵國」，制裁矿监税使爪牙，并劾治宦官陈增，使陈增为之夺气，不敢横行。又劾治陈增参随程守训，获赃数十万，守训及其党羽被正法，人心大快。三才亦屡次疏陈矿税之害，指责明神宗朱翊钧“溺志货财”，不顾人民死活，并要求“罢除天下矿税”。又疏陈朝政废坏，请神宗奋然有为，经营遼東，但皆不被采纳。
他善於笼络朝士，结交者遍天下。时顾宪成讲学東林書院，他深与相结，得宪成信任。并尝请补大僚，选科道，录遗佚，意在擢用东林党。
万历中，内阁缺人，建议者谓内阁不当专用词臣，宜参用地方长官，准备推荐三才入阁。致忌者日众，谤议纷然。朝臣亦分为劾救两派，聚讼不已。顾宪成致书大学士叶向高，力称三才廉直，支持其入阁。因此议者益哗，又引起东林党与齐楚浙党官僚之争。

## 評價
《罪惟錄》:「临漳学即未纯，亦可谓好名如不及者矣。或云改疏草抄传，顾所上当非阿二世书，胡过刻也？迹其所交所行，无一苟且，辅忠、袁萃等亦可以已矣。而惜也，一时奉以为党资。」
《明史》:「三才才大而好用機權，善籠絡朝士。撫淮十三年，結交遍天下。性不能持廉，以故為眾所毀。其後擊三才者，若邵輔忠、徐兆魁輩，咸以附魏忠賢名麗逆案。而推轂三才，若顧憲成、鄒元標、趙南星、劉宗周，皆表表為時名臣。故世以三才為賢。」
《明史》:「朋黨之成也，始於矜名，而成於惡異。名盛則附之者眾。附者眾，則不必皆賢而胥引之，樂其與己同也。名高則毀之者亦眾。毀者不必不賢而怒而斥之，惡其與己異也。同異之見岐於中，而附者毀者爭勝而不已，則黨日眾，而為禍熾矣。魏允貞、王國、余懋衡皆以卓犖閎偉之概，為眾望所歸。李三才英遇豪俊，傾動士大夫，皆負重名。當世黨論之盛，數人者實為之魁，則好同惡異之心勝也。《易》曰：「渙其群，元吉。」知此者，其惟聖人乎！」

## 著作
据朱彝尊《明诗综》以及光绪五年《通州志》卷八《人物志·乡贤·李三才传》记载，李三才还著有《灼艾集》，《无自欺堂稿》与《鹪鹩（轩）诗集》等，又有《永慕录》著目，可惜现均不存。李三才唯一传世的孤本专著，仅有《抚淮小草》。
《抚淮小草》现藏于东京大学总合图书馆，善本书目著录于《东京大学总合图书馆汉籍目录》，编号为“东大总G30—564”，属史部诏令奏议类。此书为明万历年间刊本，共十五卷十六册，原系东京帝国大学旧藏，书前钤有“东京帝国大学图书印”阳文篆印。
目前台湾学者赖贵三已将其整理，以《李三才<抚淮小草>校注》为名出版。另外，国家图书馆有藏有题为《漕抚摘草》二十卷的文献。

## 家族
曾祖李端；祖父李祿；父李珣。母朱氏。具庆下。弟三省、三接。

## 延伸阅读
[在维基数据编辑]
 在维基文库阅读此作者作品
 《明史卷二百三十二》，出自《明史》